# Planck Surveyor
Planck Surveyor è stata la terza missione di medie dimensioni (M3) del programma dell'ESA Horizon 2000 Scientific Programme. È stato progettato per acquisire un'immagine delle anisotropie della radiazione cosmica di fondo (CMB). Questa radiazione avvolge l'intero cielo e la missione ne ha realizzato una immagine, pubblicata nel marzo 2013, con la massima precisione angolare e sensibilità mai ottenuta, fornendo un ritratto dell'Universo a 380 000 anni dal Big Bang. Planck è una tra le fonti primarie di informazioni astronomiche per testare le teorie sulla formazione dell'Universo e sulla formazione della sua attuale struttura.
Planck nasce dalla fusione di due progetti, COBRAS (poi diventato lo strumento Low Frequency Instrument, LFI) e SAMBA (poi diventato lo strumento High Frequency Instrument, HFI). Dopo che i due progetti sono stati selezionati, per motivi di efficienza e di risparmio dei costi sono stati riuniti in un unico satellite. Al progetto unificato è stato dato il nome dello scienziato tedesco Max Planck (1858-1947), vincitore del Premio Nobel per la fisica nel 1918.
Alla missione ha collaborato la NASA (principalmente per la parte criogenica) e questa missione ha completato e migliorato le misurazioni effettuate dalla sonda WMAP.
Gli strumenti sono stati raffreddati in parte a una temperatura di 20 K (circa 252 °C sotto zero). La radiazione da misurare è equivalente a quella di un corpo nero (un emettitore ideale di radiazione elettromagnetica) a una temperatura di 2,7 K (circa 270 °C sotto zero) ma si è deciso di non raffreddare il telescopio a tale temperature per problemi tecnologici. La necessità di raffreddare lo strumento nasce dal fatto che tutti i corpi, dunque anche gli strumenti che captano la radiazione elettromagnetica e i telescopi, emettono radiazione elettromagnetica, in misura e con caratteristiche dipendenti dalla loro temperatura. A temperature troppo alte la radiazione elettromagnetica emessa dallo strumento abbaglierebbe lo strumento stesso.
Il lancio è avvenuto il 14 maggio 2009 a bordo di un razzo Ariane 5 insieme all'Herschel Space Observatory. Dopo alcuni mesi di viaggio, il telescopio ha raggiunto il punto lagrangiano L2 a circa 1,5 milioni di chilometri dalla Terra, in posizione opposta rispetto a quella del Sole. La Terra e la Luna hanno fatto così da schermo al satellite dall'interferenza solare. Al termine della sua missione, il satellite Planck è stato inserito in un'orbita eliocentrica e la navicella è stata bonificata rimuovendo tutta l'energia residua al suo interno al fine di evitare pericoli per missioni future. Il comando di switch-off è stato inviato al satellite il 23 ottobre 2013.
Il 17 luglio 2018 sono state pubblicate dall'agenzia le ultime elaborazioni dei dati raccolti.
Alla fine della sua missione Planck fu messo in un'orbita eliocentrica che evitasse di mettere in pericolo eventuali missioni future. Il comando di disattivazione finale è stato inviato a Planck nell'ottobre 2013.

## Caratteristiche della missione

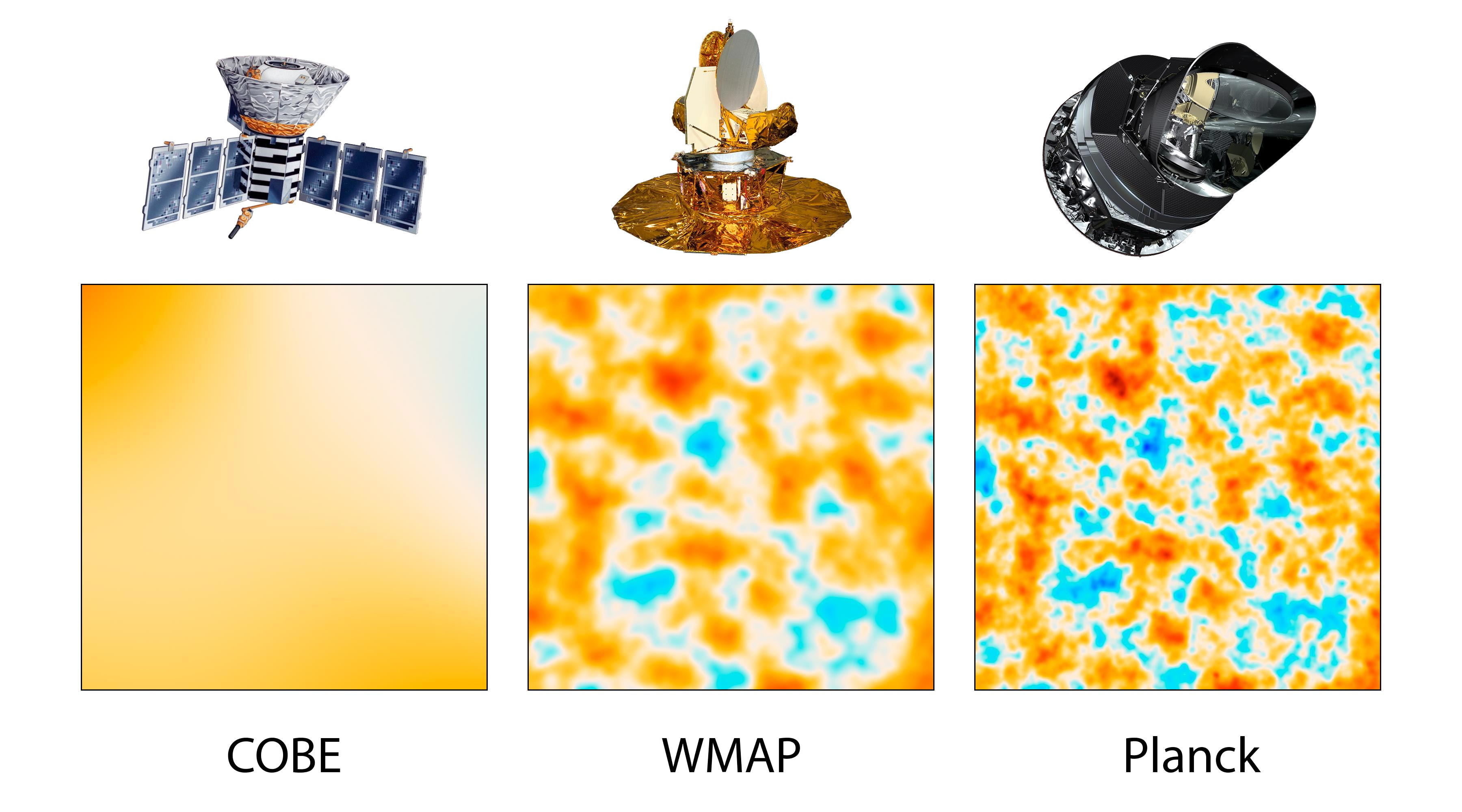
Confronto delle CMBR risultate da COBE, WMAP e Planck

Planck è una missione spaziale di terza generazione che segue COBE e WMAP. Rispetto ai primi due strumenti, implementa una serie di importanti migliorie per aumentare la risoluzione angolare e la sensibilità, e nello stesso tempo controllare strettamente gli errori sistematici.
Lo spettro di frequenze misurato da Planck va dai 30 GHz dei radiometri di LFI agli 857 GHz dello strumento HFI. Nessun'altra missione CMB ha mai coperto uno spettro così vasto di frequenze. Una tale copertura servirà a Planck per distinguere con accuratezza il segnale della CMB dai cosiddetti "foregrounds", ossia tutte le altre emissioni a tali frequenze (ad esempio, emissione di sincrotrone da parte di elettroni).
La concezione di LFI, un array di 22 radiometri a pseudo-correlazione, non è troppo diversa dalle tecnologie impiegate in WMAP. La parte di front-end dei radiometri di LFI è però raffreddata attivamente a 20 K, mentre i radiometri di WMAP erano raffreddati a circa 80-90 K. Questa minore temperatura porta a un minore impatto del rumore sul segnale misurato.
A causa della maggiore risoluzione angolare di Planck e dell'ampia copertura in frequenza, la quantità di dati da inviare a terra è stata considerevolmente maggiore rispetto a COBE e a WMAP. Planck è la prima missione ad implementare tecniche di compressione lossy dei dati già a bordo. Il compressore implementato usa la codifica aritmetica.

### Obiettivi principali
- Misura della radiazione cosmica di fondo e della sua polarizzazione
- Test del modello dell'inflazione cosmologica
- Buona stima dei parametri cosmologici
- Studio degli ammassi di galassie attraverso l'effetto Sunyaev-Zel'dovich
- Studio del mezzo interstellare della Galassia

## Low Frequency Instrument

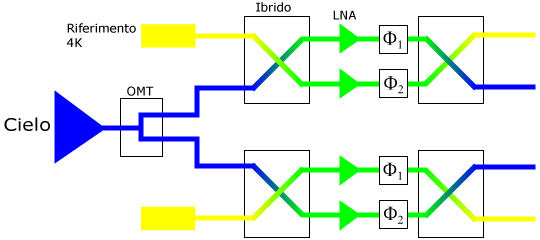
Schema di un radiometro a pseudo-correlazione con la separazione delle componenti polarizzate

Il Low Frequency Instrument è un array di 22 radiometri a pseudo-correlazione che misurano il segnale proveniente dal cielo (attraverso il telescopio) confrontandolo con un carico termico alla temperatura di circa 4,5 K. Questo carico termico ha le caratteristiche emissive di un corpo nero, e la tecnica differenziale consente l'abbattimento dell'impatto di fluttuazioni nel guadagno degli amplificatori nel segnale misurato (una tecnica usata anche in WMAP, dove però non si confronta il segnale del cielo con un carico termico installato a bordo, bensì si confronta la temperatura del cielo in due direzioni diverse). I 22 radiometri sono suddivisi in coppie collegate alla medesima antenna, dove ognuno dei radiometri misura una componente polarizzata. In questo modo è possibile studiare non solo le anisotropie di temperatura della CMB, ma anche le anisotropie di polarizzazione.
I radiometri di LFI sono divisi in due parti: la parte di front-end (contenente un primo stadio di amplificazione) è raffreddata a circa 20 K ed è collegata da una serie di guide d'onda alla seconda parte, detta di back-end (a 300 K), dove il segnale viene amplificato ulteriormente e rilevato da un complesso sistema di acquisizione.
A capo del progetto e sviluppo di LFI sono Nazzareno Mandolesi (Principal Investigator, PI), Marco Bersanelli (Instrument Scientist, IS) e Chris Butler (Program Manager, PM).
| Frequenza centrale (GHz)               | 30   | 44   | 70   |
| -------------------------------------- | ---- | ---- | ---- |
| Larghezza di banda (GHz)               | 6    | 8,8  | 14   |
| Numero di antenne                      | 2    | 3    | 6    |
| Risoluzione angolare (arcominuti FWHM) | 33   | 24   | 14   |
| Temperatura del sistema (K)            | 7,5  | 12   | 21,5 |
| Sensibilità (mK s½)                    | 0,17 | 0,20 | 0,27 |

## High Frequency Instrument
L'High Frequency Instrument è un array di bolometri raffreddati a 0,1 K che lavorano nello spettro di frequenza tra 100 e 850 GHz. Alcuni dei bolometri di HFI sono in grado di misurare anche le anisotropie di polarizzazione (caratteristica non comune nei normali bolometri).
A capo del progetto e sviluppo di HFI sono Jean-Loup Puget (PI) e Jean-Michel Lamarre (IS).
| Frequenza centrale (GHz)                                | 100  | 143      | 217      | 353      | 545 | 857  |
| ------------------------------------------------------- | ---- | -------- | -------- | -------- | --- | ---- |
| Numero di canali (p indica i canali con polarizzazione) | 4(p) | 4 + 4(p) | 4 + 4(p) | 4 + 4(p) | 4   | 4    |
| Risoluzione angolare (arcominuti)                       | 9,5  | 7,1      | 4,7      | 5        | 5   | 5    |
| Risoluzione spettrale ν⁄Δν                              | 3    | 3        | 3        | 3        | 3   | 3    |
| Sensibilità (Intensità/pixel μK⁄K)                      | 2,8  | 2,2      | 4,8      | 15       | 147 | 6700 |

## Piano di volo
Inizialmente previsto per il 31 ottobre 2008, il lancio è stato posticipato più volte fino al 14 maggio 2009 quando il telescopio è stato lanciato tramite un razzo Ariane 5 insieme all'Herschel Space Observatory. La separazione dei due telescopi è avvenuta correttamente poco dopo il lancio.
Dopo alcuni mesi di viaggio, ha raggiunto il punto lagrangiano L2 a circa 1,5 milioni di chilometri dalla Terra, in posizione opposta rispetto a quella del Sole. Il 3 luglio 2009 ha eseguito la manovra di immissione sull'orbita halo finale. Lo stesso giorno l'Agenzia Spaziale Europea ha comunicato che il telescopio ha raggiunto la temperatura di −230 °C, mentre i sensori a bordo quella di −273,05 °C, divenendo uno degli oggetti nello spazio più freddi di cui si abbia conoscenza.